# Helmut-Krüger-Porzellanmanufaktur
Die Helmut-Krüger-Porzellanmanufaktur (Eigenschreibweise: Helmut Krüger Porzellanmanufaktur) war ein Unternehmen für Porzellankunst in Berlin. Von 1954 bis 1971 produzierte der in Berlin-Moabit ansässige Betrieb.

## Kurzdarstellung
Die Manufaktur wurde von Helmut Krüger (1919–2004) gegründet, hatte ihren Sitz in der Stendaler Straße 4 und produzierte später auch in Beratzhausen.  Sie stellte zeittypisches, starkfarbiges und häufig asymmetrisches Gebrauchs- und Zierporzellan her. Zudem wurden Bestecke mit Porzellangriffen produziert, die sich rasch großer Nachfrage erfreuten. Einige Einzelstücke wurden auch mit Leder oder Metall kombiniert. Neben handgemalten Dekoren, häufig stilisierte Blumenornamente oder kleine Comics, führte das Unternehmen auch bald ein industrielles Herstellungsverfahren ein, das Umdruckverfahren.
Als Markenzeichen diente eine im Umriss stilisierte trichterförmige Vase auf kleinem dreieckigen Fuß in blauer Farbe, darin ein blaues „K“.

## Ausgewählte Produkte
- Tafelgeschirr, Karaffen, Salz- und Pfefferstreuer, Eierbecher, Flaschen, Trinkbecher[3]
- Vasen,[5] Deckel-, Spar- und Tabaksdosen, Schalen verschiedenster Formen und Größen[3]
- Kerzenhalter[3]
- Nippesfigürchen,[5] Aschenbecher[3]
- Bestecke
- Werbegeschenke mit Porzellandetails,
 Für die Bild-Zeitung wurde wohl zu Werbezwecken auf dem Griff eines Brieföffners die Titelheldin des Comics Lilli dargestellt. Der Karikaturist Reinhard Beuthien hatte diese Zeichentrickfigur für die tägliche Bild-Ausgabe im Jahr 1952 geschaffen. Die Redaktion beschloss 1953, eine Hartplastik-Puppe von Lilli als Werbemittel produzieren zu lassen. Für die heute berühmteste Puppe der Welt, Barbie, diente diese Bild-Lilli als Vorbild. Mattel ließ diese Figur bereits ab 1959 in den USA als Barbie-Puppe herstellen, 1964 wurden offiziell die Bild- und Vertriebsrechte dazu erworben.[6]

## Ehrung
2019 fand im Keramik-Museum Berlin die Ausstellung Helmut-Krüger-Porzellan-Manufaktur. Moabit 1954–1971 statt.